# Гоарян, Оганес Гевушович
Огане́с Геву́шович Гоаря́н (арм. Հովհաննես Գևուշի Գոհարյան; 18 марта 1988, Камо, Армянская ССР, СССР) — армянский футболист, нападающий.

## Карьера
В 2008 году с 22 мячами стал лучшим бомбардиром молодёжного первенства России. В 2009 году перешёл в белорусский клуб БАТЭ. В конце года после перенесённой операции играл в матчах только выходя на замены в концовках встреч. Всему виной послужил вес, набранный Гоаряном после операции. Также в конце 2009 года по данным немецкого сайта «Трансфер Маркет» трансферная стоимость Гоаряна составла 133 500 евро. В конце июля 2010 года стало известно о переходе Гоаряна в ереванский «Пюник». Ереванский клуб перед очередным розыгрышем Лиги чемпионов решился усилить состав, среди которых стало заключение межклубного трансферного контракта об аренде до конца года Гоаряна «Пюником». В первой же игре за «Пюник» отметился голом в матче против «Киликии». По окончании чемпионата вернулся в БАТЭ. Однако в январе 2011 года руководство клуба расторгло контракт по обоюдному желанию. Первую половину чемпионата Армении 2011 провёл в дилижанском «Импульсе», после чего контракт был расторгнут по обоюдному желанию сторон. 8 июля 2011 года подписал контракт с московским клубом «Локомотив-2», которое было рассчитано до конца спортивного сезона.

## Достижения
БАТЭ
- Чемпион Белоруссии: 2009
- Обладатель Кубка Белоруссии: 2010
- Обладатель Суперкубка Белоруссии: 2010

«Пюник»
- Чемпион Армении: 2010
- Обладатель Суперкубка Армении: 2010

## Личная жизнь
Женат, супругу зовут Мариам, с которой поженился на 7-й день знакомства. В июле 2008 года родился сын Георгий.